# دیورسون آکوستا
دیورسون آکوستا (انگلیسی: Deyverson؛ زادهٔ ۸ مهٔ ۱۹۹۱) بازیکن فوتبال اهل برزیل است که در پست مهاجم برای کویابا بازی می‌کند.